# Кристобаліт
Кристобаліт (рос. кристобалит; англ. cristobalite; нім. Kristobalit m) — мінерал, високотемпературна поліморфна модифікація кварцу або низькотемпературна тетрагональна псевдокубічна модифікація кремнезему координаційної будови — SiO2.
Назва походить від місцевості поблизу Сан-Кристобаль (Чіапас, Мексика). Перший опис мінералу виконано у 1884 році.

## Загальний опис
Тетрагонально-трапецоедричний вид.
Склад у %: Si — 46,99; О — 53,01.
Стійка до 200—2700С. Вище цієї температури переходить у кубічну (високотемпературну) модифікацію. Здебільшого кристалобаліти, які зустрічаються в природі є параморфозами по високотемпературному кристобаліту.
Кристали октаедричні, рідше мають кубічну або скелетну форму.
Густина 2,27.
Твердість 7,25.
Спайність відсутня.
Колір білий.
Полісинтетичне двійникування.
Риска біла.
Блиск скляний.
Зустрічається в пустотах вулканічних порід. Вперше знайдений в андезитах Серро-Сан-Кристобалю (Мексика). Часто асоціює з тридинітом, кварцом або санідином. Є у Рейнланді (ФРН), у зах. частині Грузії, в Закарпатті (Україна).